# Alessandro Preziosi
Pour les articles homonymes, voir Preziosi.
Alessandro Preziosi (né le 19 avril 1973 à Naples) est un acteur italien de cinéma et de théâtre.

## Biographie
Après une formation à l'Accademia dei Filodrammatici, Alessandro Preziosi a fait ses débuts au théâtre dans le rôle de Laërte dans un Hamlet réalisé par Antonio Calenda et comme récitant dans la trilogie d'Eschyle (rôle d'Araldo dans Agamemnon et Oreste dans Les Choéphores) toujours d'Antonio Calenda.
Dans la mini-série Elisa di Rivombrosa (série TV en 52 épisodes), il joue le rôle de Fabrice Ristori. Dans la seconde saison, il est seulement présent dans les deux premiers épisodes, ayant décidé de se consacrer à nouveau au théâtre avec Le Roi Lear, réalisé par Antonio Calenda, dans le rôle d'Edmond, suivi par la comédie musicale Donnez-moi trois caravelles dans laquelle il interprète le rôle de Christophe Colomb. Cette pièce innovante, enrichie des musiques originales de Stefano Di Battista et d'une bonne distribution de chanteurs et acteurs, sera reprise en 2005 et 2006 dans les principaux théâtres italiens, avec le soutien du Ministère des Biens Culturels, et présentée sur DVD à l'occasion des célébrations colombiennes à l'étranger. En 2004, il est protagoniste de son premier film Vanille et Chocolat (Vaniglia e cioccolato), réalisé par Ciro Ippolito, et du mini-feuilleton TV en six épisodes Il capitano (Le capitaine) de Vittorio Sindoni diffusé par Rai 2 ; dans la seconde saison, donnée sur les ondes en 2007, il est seulement présent dans les deux premiers épisodes. Avec cette réalisation, l'acteur gagne aussi le prix international Golden Chest, avec le metteur en scène Antonio Frazzi.
En 2007 Alessandro Preziosi apparaît sur le grand écran avec les films I Vicerè de Roberto Faenza (adapté du roman éponyme Les Vice-rois de Federico De Roberto), et Le Mas des alouettes (adapté du roman éponyme d'Antonia Arslan) réalisé par Paolo et Vittorio Taviani. En septembre il est appelé à participer comme voix narrative, avec Giannini, Guaccero et Fulco, à l'évènement "La nuit de l'Agora" sur l'esplanade du Sanctuaire de Loreto, première rencontre des jeunes avec le pape Benoît XVI.
En 2008 il revient à la télévision sur Rai 1 avec Il commissario De Luca (Le commissaire De Luca - quatre films TV tirés des romans de Carlo Lucarelli) réalisé par Antonio Frazzi. Film de haute qualité, Il commissario De Luca reçoit en Italie le prix Kineo pour le meilleur film de télévision à la Mostra de Venise 2008 et le grand prix international Efebo d'or d'Agrigente comme meilleure adaptation télévisuelle d'un texte littéraire, tandis qu'Alessandro Preziosi reçoit l'Efebo d'argent pour son interprétation.
Toujours en 2008 il est producteur et interprète de deux importants événements théâtraux : le mélodrame Le Pont, écrit par Pennisi sur des musiques de De Battista, et Hamlet, réduction de la tragédie homonyme de Shakespeare sur des textes d'Eugenio Montale. Le mélodrame fait revivre, à travers les anxiétés d'un simple ouvrier, l'Histoire et les histoires du Sud. Présenté en avant-première en mai à Rome à l'occasion de l'atelier Travail et Créativité, il est proposé de nouveau en septembre à Reggio de Calabre dans les rendez-vous du Septième Laboratoire International d'Architecture. Hamlet, réalisé par Armando Pugliese, débute en juillet au Théâtre romain de Vérone, première étape d'une tournée d'été qui parcourt Crémone, Alexandrie, Pietrasanta, Capena et Taormine. Aux côtés de Preziosi on trouve Franco Branciaroli (Roi Claudio), Carla Cassola (Reine Gertrude) et Silvio Orlando (Polonio). Pendant le mois de juillet, comme couronnement de son engagement dans le domaine théâtral, le Talent d'or lui est attribué dans la première édition du Prix Franco Martini : un théâtre une vie. Sur le front cinématographique, il est parmi les interprètes du film Il sangue dei vinti, tiré de l'essai historique controversé de Giampaolo Pansa, mise en scène de Michele Soavi, avec Michele Placido en tant que protagoniste. Le film a été présenté comme évènement spécial le 26 octobre 2008 au Festival du film de Rome.
Hamlet joué par Preziosi et une compagnie d'acteurs aussi bien jeunes qu'avec une longue carrière (Carla Cassola, Francesco Biscione, Ugo Maria Morosi, Silvia Siravo) est présenté avec succès au cours d'une double tournée, durant les saisons 2008/2009 et 2009/2010, dans les théâtres de 50 villes et petites villes italiennes. En été 2009, en confirmation du soutien continu des valeurs civiles et culturelles, la société de productions théâtrales Khora d'Alessandro Preziosi et Tommaso Mattei, effectue la mise en scène de Il sapore della cenere (Le goût de la cendre) d'Ariel Dorfman tiré de "Speak truth the Power" de Kerry Kennedy, et il inaugure le Festival shakespearien de Vérone 09 avec une innovante "La Nuit des rois" sous la direction d'Armando Pugliese dans laquelle Luca De Filippo interprète pour la première fois le Grand Barde anglais. En septembre 2009 Preziosi tourne avec Riccardo Scamarcio et Ennio Fantastichini Le Premier qui l'a dit (Mine vaganti), comédie dirigée par Ferzan Özpetek qui se déroule dans le Salento, dans les salles en mars 2010. En janvier 2010 il s'identifie avec succès à Saint Augustin dans un mini-feuilleton de la Rai 1 de la série Lux Vide. Grâce à son intense Hamlet, Alessandro Preziosi reçoit le prix Gassman - Teatranti en 2010, un prix théâtral italien unique dans lequel le public attribue les prix aux artistes s'étant distingués sur la scène. Il reçoit en outre la reconnaissance Ciak d'or Style d'acteur et le Prix Primavera del cinema italiano (Printemps du Cinéma italien) pour l'interprétation du personnage d'Antonio dans le film lauréat Le Premier qui l'a dit (Mine vaganti) - version française du titre) d'Özpetek.
Alessandro Preziosi a été en couple avec l'actrice Vittoria Puccini de 2003 à 2010, en 2006 ils ont eu une fille, Elena. Preziosi a un autre enfant, un fils, prénommé Andrea.

## Carrière

### Représentations théâtrales
- La Nuit des rois de William Shakespeare, mise en scène Armando Pugliese, avec la participation de Luca De Filippo dans le rôle de Malvolio et avec Maria Laura Baccarini, Carla Cassola, Edoardo Siravo et Silvia Siravo - Musiques originales de Ludovic Einaudi - Produit par Khora Teatro d'Alessandro Preziosi et Tommaso Mattei - Premier national Théâtre romain de Vérone, 7-11 juillet 2009,
- Il sapore della cenere d'Ariel Dorfman tiré de Speak Truth the Power de Kerry Kennedy, produit par Alessandro Preziosi et Tommaso Mattei pour Khora Teatro. Mise en scène Juan Diego Puerta Lopez - Théâtre Elisée (Rome) (19 mai 2009)
- Hamlet de William Shakespeare, mise en scène Armando Pugliese, production Khora Teatro - Rôle : Hamlet, avec Silvio Orlando (Polonio) et F. Branciaroli (Claudio) - Première nationale au Théâtre Romain de Vérone, 1-5 juillet 2008; tournée nationale 2008/2009 et 2009/2010
- Le Pont - monologue - de C. Pennisi et M. Durante - mise en scène d'A. Preziosi - Musiques de S. De Battista - Production Khora Teatro - Auditorium Conciliation de Rome (2008)
- Datemi tre caravelle (Donnez-moi trois caravelles) - Comédie musicale de C. Pennisi et M. Durante, musiques de S. De Battista, production Khora Khora Teatro - Rôle : Christophe Colomb, (2005 - 2007)
- Le Roi Lear de William Shakespeare, mise en scène d'Antonio Calenda - Rôle : Edmond - Teatro Stabile du Frioul-Vénétie Julienne, (2004 -2005)
- Ducato rosso sangue de Sabina Neri, mise en scène P. Martini - Rôle : Filippo
- Agamemnon d'Eschyle, mise en scène d'Antonio Calenda - Rôle : Araldo - Teatro Stabile du Frioul-Vénétie Julienne (2001)
- Les Choéphores d'Eschyle, mise en scène Antonio Calenda - Rôle : Oreste - Teatro Stabile du Frioul-Vénétie Julienne (2001)
- Eumenidi d'Eschyle, mise en scène Antonio Calenda - Rôle : Oreste - Teatro Stabile du Frioul-Vénétie Julienne (2003)
- Le ultime ore di A.I. (Les dernières heures d'A.I.) de Tommaso Mattei.

### Lectures et événements
- Lectures du Prince de Nicolas Machiavel et de La Science nouvelle de Giambattista Vico, à l'occasion de la commémoration au Teatro San Carlo de Naples de Francesco De Santis (12 avril 2010)
- Raffaello. Une vie heureuse, récital d'Alessandro Preziosi tiré du livre d'Antonio Forcellino, à l'occasion de la revue Autour de Raphaël - château de Gradara (29 mai 2009)
- Pierre et le loup de Sergei Prokofiev et Variations sur un thème de Purcell de Benjamin Britten, Young Musicians Symphony Orchestra dirigé par Paolo Olmi, voix narrative Alessandro Preziosi, Théâtre Nouveau Carisport (Cesena) (22 mai 2009)
- Les Confessions de Saint Augustin, Alessandro Preziosi récitant avec l'Ensemble Reverdie, événement dans le cadre de Photographie Européenne 2009 - Cathédrale de Reggio d'Émilie (3 mai 2009)
- Le Mythe de Socrate, monologues et dialogues tirés d'Aristophane, Platon et Plutarque interprétés par Alessandro Preziosi et Massimo Foschi, 4e cycle de lectures poétiques Le parole alate - Université de Milan, faculté de Lettres et Philosophie, Basilique Santo Stefano Maggiore, (1er avril 2009)
- Il mestiere d'amare (Le métier d'aimer). Dédié à Cesare Pavesan - Récital d'Alessandro Preziosi avec des musiques d'Andrea Farri et dramaturgie de Tommaso Mattei. Avant-première nationale au Festival Poesia Festival 08 (2008)
- Reading L'Étrangère de Thomas Elliot, lecture d'Alessandro Preziosi dans le cadre du Festival Poiesis de Fabriano aussi présenté au Festival Des Peuples de Rimini (2008)
- Solo il Signore salva (Seulement le Seigneur sauve), lectures par Alessandro Preziosi du prophète Isaïe avec accompagnement des percussions de Michele Rabbia - Crucifixus 08, festival italien du Théâtre Sacré (2008)
- Lectures de Carducci et Baudelaire par Alessandro Preziosi à la faculté des lettres et Philosophie de l'Université de Bologne (2007)
- Les Confessions de Saint Augustin - Cycle de lectures - Alessandro Preziosi lit le livre VI. Université Catholique de Milan.

## Filmographie

### Cinéma
- 2001 : A Lele de Giulio Reale : Emanuele "Lele" Scieri
- 2004 : Vanille et Chocolat (Vaniglia e cioccolato) de Ciro Ippolito : Andrea
- 2007 : Le Mas des alouettes (La masseria delle allodole), réalisé par Paolo Taviani et Vittorio Taviani : Egon
- 2007 : I Vicerè de Roberto Faenza : Consalvo Uzeda de Francalanza
- 2008 : Il sangue dei vinti de Michele Soavi : Ettore Dogliani
- 2010 : Le Premier qui l'a dit (Mine vaganti) de Ferzan Özpetek : Antonio
- 2010 : Garçons contre filles (Maschi contro femmine) de Fausto Brizzi : Diego
- 2011 : Garçons contre filles (Femmine contro maschi) de Fausto Brizzi
- 2012 : Il volto di un'altra de Pappi Corsicato
- 2013 : Passione sinistra de Marco Ponti
- 2014 : Amazonia 3D de Thierry Ragobert, voix hors champ
- 2016 : L'amore rubato d'Irish Braschi
- 2017 : Un'estate a Firenze (Lost in Florence) d'Evan Oppenheimer
- 2017 : Classe Z de Guido Chiesa
- 2018 : Nessuno come noi de Volfango De Biasi
- 2021 : Mon frère, ma sœur (Mio fratello, mia sorella) de Roberto Capucci (it)
- 2022 : Bla Bla Baby de Fausto Brizzi
- 2022 : La cura de Francesco Patierno, librement inspiré de La Peste d'Albert Camus

### Télévision
- 1999-2001 : Vivre de différents réalisateurs (soap opera)
- 1999 : Une femme pour ami 2 de Rossella Izzo (feuilleton)
- 2003-2005 : Élisa de Rivombrosa de Cinzia TH Torrini (série télévisée)
- 2004 : Le Capitaine (Il capitano) de Vittorio Sindoni (feuilleton)
- 2006 : On a volé la Joconde de Fabrizio Costa (téléfilm) : Vincenzo Peruggia
- 2007 : Le Capitaine 2 de Vittorio Sindoni (feuilleton)
- 2008 : Le Commissaire De Luca (Il commissario De Luca ) d'Antonio Frazzi (téléfilm)
- 2009 : Sant'Agostino de Christian Duguay (feuilleton)
- 2011 : Edda Ciano e il comunista de Graziano Diana - film TV d'après le livre éponyme de Marcello Sorgi
- 2011 : Un amore e una vendetta de Raffaele Mertes - minisérie TV : Lorenzo Bermann/Andrea Damonte
- 2014 : Gli anni spezzati - Il giudice de Graziano Diana - minisérie TV : Mario Sossi
- 2014 : La mia bella famiglia italiana d'Olaf Kreinsen – film TV
- 2014 : Per amore del mio popolo d'Antonio Frazzi - série TV
- 2014 : La bella e la bestia de Fabrizio Costa - minisérie TV
- 2016 : Tango per la libertà d'Alberto Negrin - minisérie TV
- 2016 : Les Médicis : Maîtres de Florence (I Medici) de Sergio Mimica-Gezzan - série TV
- 2017 : Sotto copertura - La cattura di Zagaria de Giulio Manfredonia - série TV
- 2019 : Liberi di scegliere de Giacomo Campiotti - film TV
- 2019 : Non mentire de Gianluca Maria Tavarelli - minisérie TV
- 2021 : Masantonio - Sezione scomparsi de Fabio Mollo et Enrico Rosati - série TV
- 2023 : La Vie mensongère des adultes (La vita bugiarda degli adulti) d'Edoardo De Angelis –  série TV d'après le livre d'Elena Ferrante : Andrea
- 2023 : Black Out - Vite sospese de Riccardo Donna - série TV

### Prix et reconnaissances
- Telegatto comme personnalité masculine de l'année (2004)
- Telegrolla pour Elisa di Rivombrosa (2004)
- Telegrolla pour Il capitano (2005)
- Efebo d'argent pour Il Commissario De Luca (2008)
- Golden Chest pour Il Commissario De Luca (2008)
- Prix Martini Talent d'or, pour Hamlet (2009)
- Prix Gassman - Teatranti de l'an 2010, pour Hamlet (2010)
- Prix Federico II pour Le Premier qui l'a dit (Mine vaganti) (2010)
- Prix du Meilleur Acteur pour la catégorie Mini-feuilleton attribué au FictionFest 2010 par le Jury Sorrisi e Canzoni TV pour le film Sant'Agostino (2010)